# STS-103
STS-103 byla mise amerického programu raketoplánů, konkrétně stroje Discovery v prosinci 1999. Byl to 96. start raketoplánu a 27. let Discovery. Hlavním cílem letu byla servisní mise k Hubbleovu vesmírnému dalekohledu. Jednalo se o odštěpnou misi od původně plánované servisní mise 3. Vznik varianty 3A byl vynucen nenadálým selháním tří palubních gyroskopů (čtvrtý gyroskop selhal několik týdnů před začátkem mise, což Hubbleovi zcela znemožnilo provádět vědecká pozorování). Mise 3A nahradila všech šest gyroskopů, vyměnila senzor pro jemnou navigaci (Fine Guidance Sensor) s počítačem, instalovala Voltage/temperature Improvement Kit (VIK) – zařízení pro ochranu baterií před přebíjením – a opět vyměnila tepelnou izolaci. I přesto, že nový počítač (25 MHz Intel 80486 s 2MB RAM) je z dnešního hlediska takřka muzejním exponátem, je stále 20x rychlejší než jeho předchůdce DF-224. „Nový“ počítač zvyšuje efektivitu tím, že umožňuje provádět některé početní operace přímo na palubě Hubblea, a také šetří náklady, jelikož umožňuje použití nových programovacích jazyků.

## Posádka
- Curtis L. Brown (6), velitel
- Scott J. Kelly (1), pilot
- Steven L. Smith (3), letový specialista 1
- Jean-François Clervoy (3), letový specialista 2, ESA
- John M. Grunsfeld (3), letový specialista 3
- C. Michael Foale (5), letový specialista 4
- Claude Nicollier (4), letový specialista 5, ESA

V závorkách je uvedený celkový dosavadní počet letů do vesmíru včetně této mise.

## Výstupy do otevřeného vesmíru (EVA)
- EVA 1: 22.–23. prosinec (8 hodin, 55 minut) – Smith a Grunsfeld
- EVA 2: 23.–24. prosinec (8 hodin, 10 minut) – Foale a Nicollier
- EVA 3: 24.–25. prosinec (8 hodin, 08 minut) – Smith a Grunsfeld

## Hlavní cíle mise
Úředníci NASA se rozhodli posunout část servisní mise, naplánované na červen 2000 poté, co vypověděly službu tři ze šesti gyroskopů dalekohledu. Tři gyroskopy dalekohled potřebuje k přesnému zaměření na požadované vesmírné objekty. NASA rozhodla o servisní misi, dříve než službu vypoví i čtvrtý gyroskop. Čtyři nové gyroskopy byly nainstalovány v průběhu první servisní mise (STS-61) v prosinci 1993. Všech šest gyroskopů bylo zprovozněno během druhé servisní mise (STS-82) v únoru 1997. Od té doby selhal první gyroskop v roce 1997, další v roce 1998 a třetí v roce 1999. Hubbleův vědecký tým na Zemi věřil, že zná příčinu selhání, ačkoliv si nebyl jist, dokud se vadné gyroskopy nedostanou na Zemi. S méně než třemi funkčními gyroskopy by se dalekohled udržel bezpečně na oběžné dráze, ale nemohl by plnit svoji vědeckou funkci, nemohl by se zaměřovat na požadované objekty.
Navíc kromě náhrady všech šesti gyroskopů prosincová mise nahradila naváděcí senzory, počítač dalekohledu a instalovala napěťovou soustavu na baterie dalekohledu. Dále nainstalovala nový vysílač, pevné zapisovací médium (hard disk) a tepelnou izolační vrstvu dalekohledu.
Posádka kromě výměny gyroskopů vyměnila orientační systém dalekohledu (FGS) a „lodní“ počítač. Nový počítač snížil vytížení dalekohledu za podstatně nižších nákladů. Je 20x rychlejší a má 6x větší kapacitu paměti. Váží 32 kg a má rozměry 478 × 457 × 330 mm. Orientační systém dalekohledu byl rekonstruovaný, který se vrátil z druhé servisní mise. Váží 217 kg a má rozměry 1,68 x 1,22 x 0,61 metru.
Sada na vylepšení napětí a teploty (VIK) byla instalována jako ochrana baterií před přebíjením a přehříváním, když přechází dalekohled do nouzového režimu. VIK váží zhruba 1,4 kilogramu.
Servisní mise také nainstalovala nový přenašeč (transmiter) (SSAT). Hubble má na palubě dva tyto identické komunikátory. Vždy však pracuje pouze s jedním. SSAT posílá data z dalekohledu přes satelitní systém TDRSS (Tracking Data Relay Satelite System) na Zemi. Nově instalovaný vysílač nahradil ten, který selhal v roce 1998. SSAT váží 3,9 kg a má rozměry 356 × 203 × 70 mm.

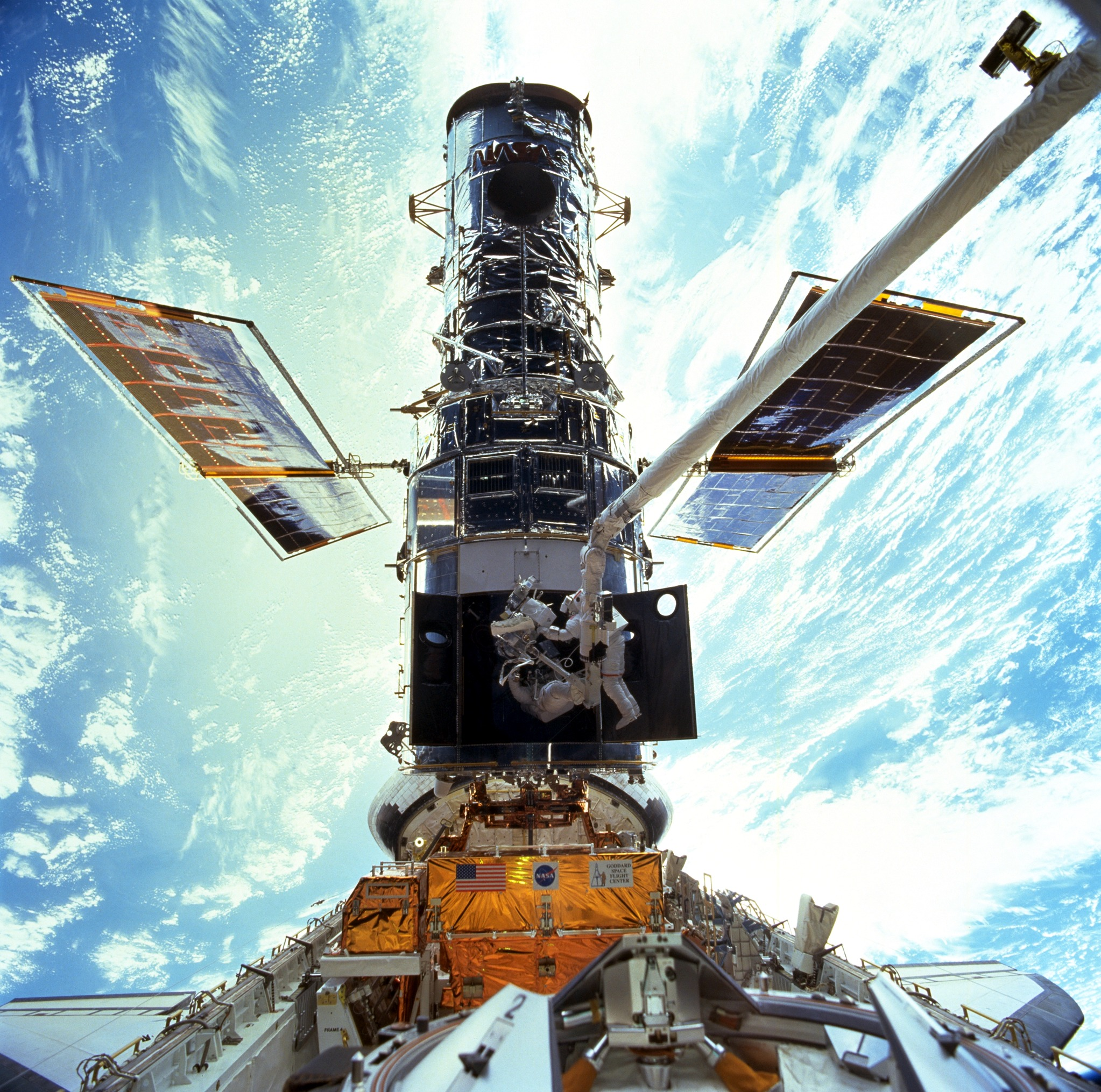
Astronauti Steven L. Smith, a John M. Grunsfeld při práci na výměně gyroskopů teleskopu

Do dalekohledu byl také namontován pevný rekordér (hard disk), který umožnil efektivněji zaznamenávat přijatá data o vysokém objemu. Před druhou servisní misí měl Hubble tři cívkové přetáčecí magnetofony ve stylu roku 1970. Druhá servisní mise jeden tento magnetofon nahradila digitálním pevným záznamníkem. V průběhu této mise byl vyměněn druhý rekordér také pevnou mechanikou. Ta je schopna pojmout přibližně 10krát tolik dat, jako stará jednotka (12 GB namísto 1,2 GB). Rekordér váží 11,3 kilogramů a má rozměry 12 × 9 × 7 palců.
V neposlední řadě posádka během výstupů do otevřeného vesmíru nahradila vnější izolační plášť dalekohledu, který byl poškozen. Nové vrstvy pláště (NOBL) a (SSRF) pomáhají chránit teleskop prudkým teplotním změnám během přechodů ze slunečního světla do tmy každých 90 minut.
Raketoplán nesl na palubě během mise STS-103 také stovky tisíc podpisů v rámci studentského programu Student Signatures in Space (S3). Unikátní projekt umožnil žákům základních škol (vybraných na základě losu) podepsat zvláštní plakáty. Ty byly poté naskenovány a vyneseny do vesmíru.
Během mise STS-103 se raketoplán Discovery dostal na doposud nejvyšší oběžnou dráhu, apogeum leželo ve výši 609 km nad Zemí.